# Xuriella
Xuriella là một chi nhện trong họ Salticidae.

## Các loài
Các loài trong chi này gồm:
- Xuriella marmorea Wesolowska & van Harten, 2007
- Xuriella prima Wesolowska & Russell-Smith, 2000